# Marked Men
Marked Men is een Amerikaanse western uit 1919 onder regie van John Ford. De film is wellicht zoekgeraakt.

## Verhaal
Drie mannen zitten in de cel op verdenking van een treinroof. Ze ontsnappen en gaan elk hun eigen weg. Wanneer ze elkaar nadien weer ontmoeten, besluiten ze een bankoverval te plegen. Na de bankroof vluchten ze de woestijn in. Daar leren ze een hoogzwangere vrouw kennen. Als de moeder tijdens de bevalling sterft, zorgen de drie bandieten voor het kind.

## Rolverdeling
| Acteur      | Personage      |
| ----------- | -------------- |
| Harry Carey | Cheyenne Harry |
| Joe Harris  | Tom Gibbons    |
| Ted Brooks  | Tony Garcia    |